# 威利-霍圖森博物館

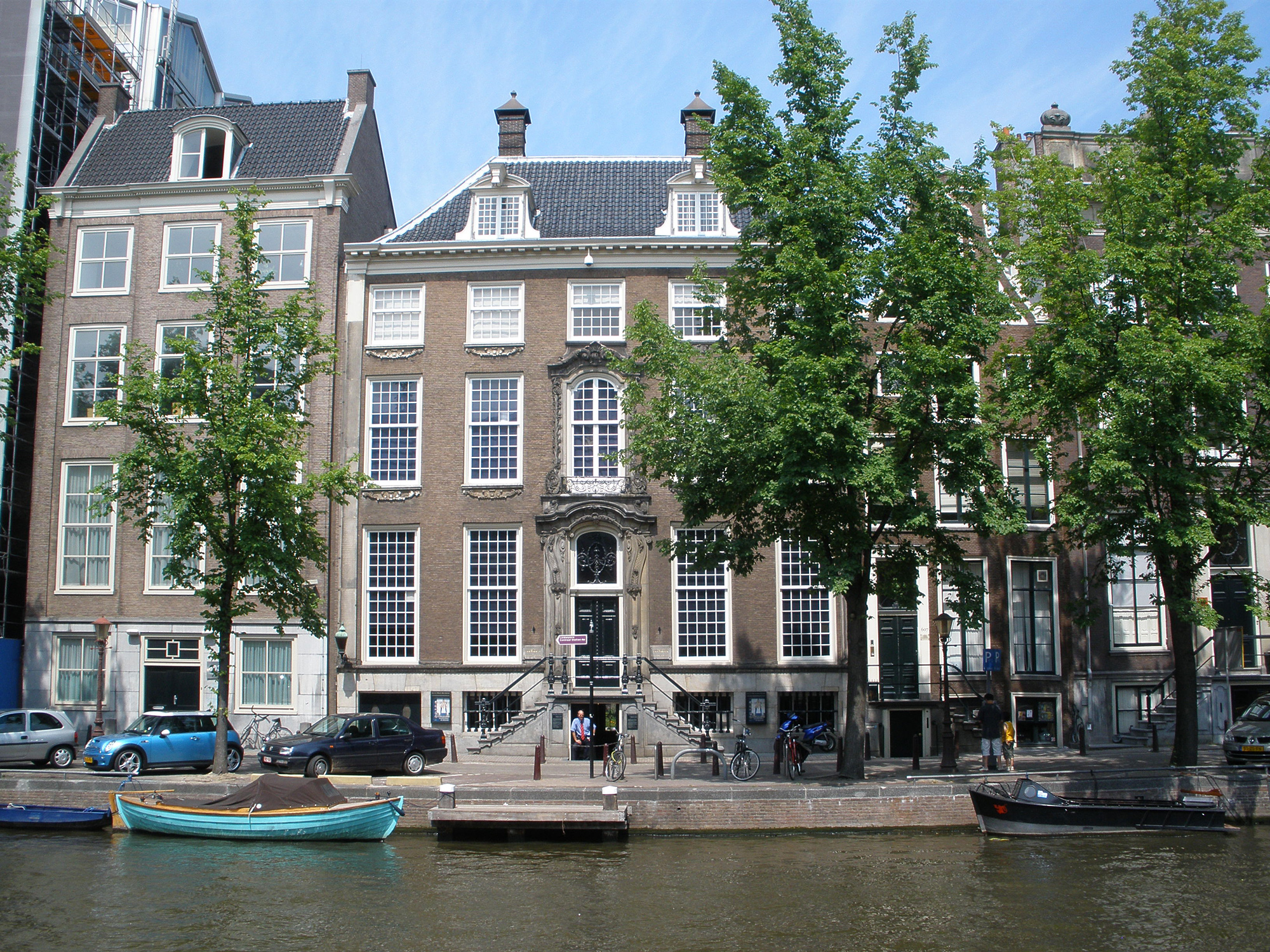
威利-霍圖森博物館

威利-霍圖森博物館（Museum Willet-Holthuysen）是荷蘭阿姆斯特丹的一座博物館。博物館建築由阿姆斯特丹市長Jacob Hop修建於1685年時。1739年，博物館建築的外部進行了重新設計，成為現貌。博物館建築曾由路易莎·霍圖森和她的丈夫威利·霍圖森所有。現在博物館的部分展品即為她們夫婦的藏品。

## 外部連結
- Museum Willet-Holthuysen （页面存档备份，存于） (official website)